# Sala (stad in Zweden)
Sala is de hoofdstad van de gemeente Sala in de landschappen Västmanland en Uppland en de provincie Västmanlands län in Zweden. De stad heeft 12.059 inwoners (2005) en een oppervlakte van 1095 hectare. De stad is het bekendst van zijn zilvermijn die uit het einde van de middeleeuwen stamt en in gebruik was tot 1908.

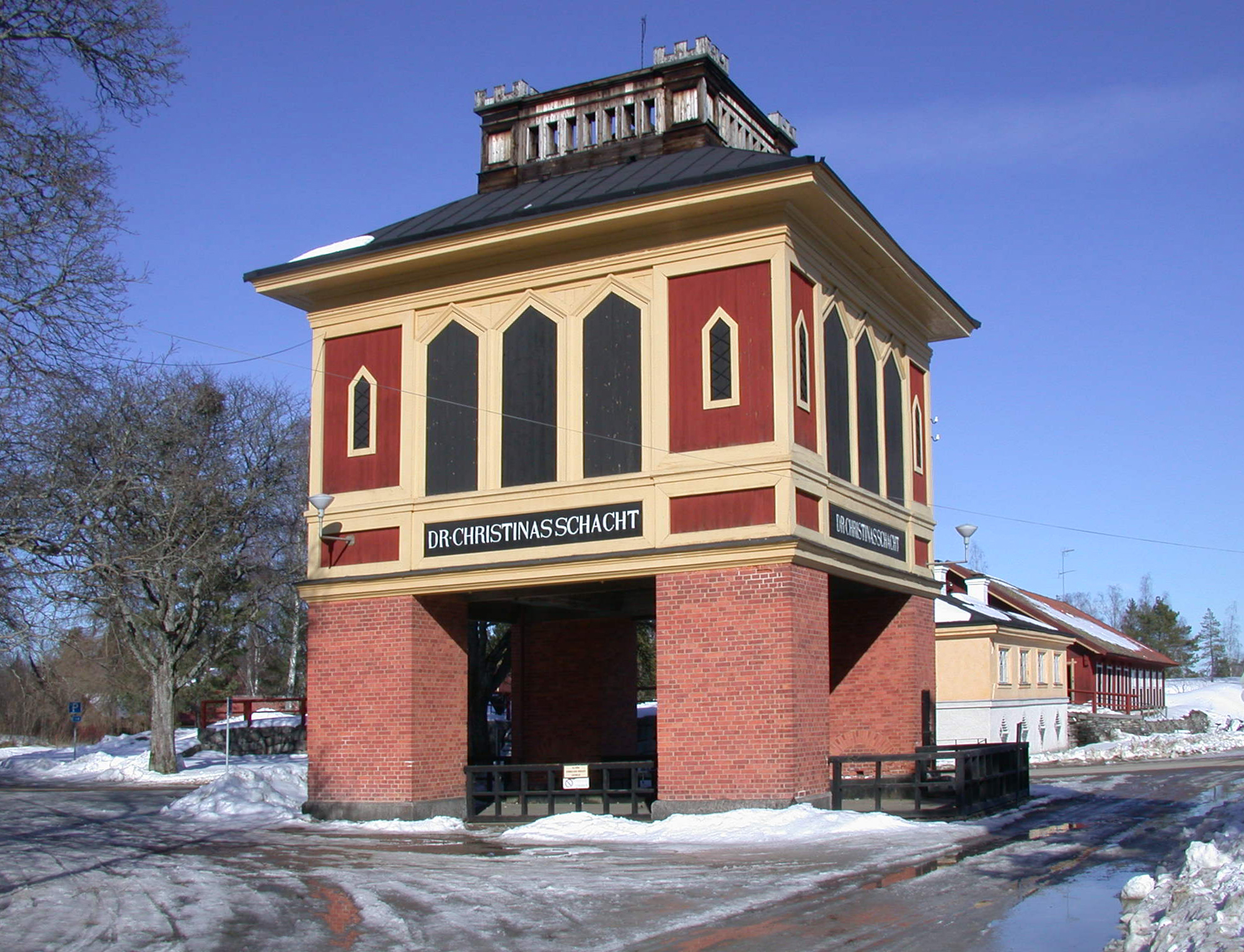
Mijnschacht Christina

## Verkeer en vervoer
Bij de plaats lopen de Riksväg 56, Riksväg 70, Riksväg 72 en Länsväg 256.
De plaats heeft een station aan de spoorlijnen Sala - Oxelösund en Uppsala - Morastrand.